# Pieve di Arcisate
La pieve di Arcisate o pieve di San Vittore di Arcisate (in latino: Plebis Arcisati o Plebis Sancti Victori Arcisati) era il nome di un'antica pieve dell'arcidiocesi di Milano e del Ducato di Milano con capoluogo Arcisate.
Il patrono era san Vittore martire, che viene ancora oggi festeggiato in città l'8 maggio, e a cui è dedicata la chiesa prepositurale di Arcisate.

## Storia
Le prime iscrizioni di attività cristiana sul territorio di Arcisate risalgono addirittura al V secolo, ove è rilevata la presenza di due presbiteri, Severino e Gaudenzio, che sembrano essere stati officianti nel primo nucleo cristiano arcisatese.
La costruzione della chiesa capopieve iniziò probabilmente nell'XI secolo sotto la direzione del primo prevosto plebano conosciuto, Adamo. Sempre in epoca medioevale si ricorda il caso della parrocchia di Ganna, sottoposta formalmente all'autorità della pieve di Arcisate, ma de facto considerata come separata dalla pieve stessa sulla base di un privilegio emanato dall'arcivescovo Arnolfo III datato al 2 novembre 1095, anche se tale privilegio sembrava ormai decaduto nel XIII secolo quando Goffredo da Bussero nel suo "Notitiae Sanctorum Mediolani" comprendeva ancora la chiesa di Ganna tra le dipendenze della pieve di San Vittore di Arcisate.
Altro caso singolare era la parrocchia di Clivio ove si trovava un Arciprete con quattro canonici che, seppur in formato ridotto, conducevano una piccola pieve definita da alcuni cronisti appunto "Pieve di Clivio" che aveva giurisdizione semiautonoma su tre cappellanie, che divennero tre parrocchie in epoche successive. Col Rinascimento la pieve assunse anche una funzione amministrativa civile come ripartizione locale della Provincia del Ducato di Milano; essa era tenuta a contribuire al mantenimento della strada di Bollate, come era chiamata nel medioevo l’attuale strada varesina e antica via Mediolanum-Bilitio, che lambiva il territorio a occidente.
La pieve di Clivio nella pieve di Arcisate crebbe ulteriormente a partire dal 26 luglio 1455 con la visita dell'arcivescovo Gabriele Sforza il quale registrò che la piccola pieve di Clivio contava sei cappellanie e sembrava ormai destinata ad ascendere alle alte sfere di capopieve se non che Arcisate venne nominata anche sede vicariale ed ottenne, nel 1606 con Federico Borromeo, l'aggiunta di nuove parrocchie come Bisuschio, Besano e Porto Ceresio. Dal punto di vista civile, la pieve amministrativa fu oggetto di un esperimento riformatore di stampo illuminista da parte dell'Imperatore Giuseppe II, che nel 1786 la incluse nella neocostituita Provincia di Varese, ripartizione cancellata però dopo soli cinque anni dal fratello Leopoldo II, imperatore ben più conservatore. La pieve fu poi soppressa nel 1797 in seguito all'invasione di Napoleone e alla conseguente introduzione di un moderno ma effimero distretto.
Nel 1860 nacque poi la parrocchia di Brenno Useria, nel 1896 quella di Pogliana e nel 1900 quella di Cavagnano. La decadenza della pieve iniziò nel 1923 con il cardinale Eugenio Tosi che fece trasferire le parrocchie di Cantello e Ligurno dalla pieve di Arcisate al vicariato di Malnate, eleggendo a parrocchia la cappella di Bregazzana. Dal 1972, con i decreti milanesi del Card. Colombo, la struttura plebana è stata soppressa ma Arcisate ha mantenuto un'importanza rilevante divenendo sede di Decanato, la struttura territoriale religiosa che difatti ha sostituito le antiche pievi milanesi. Oggi il suo territorio ricopre un'area di 92,08 km² con una popolazione di 39.194 abitanti nel 1972 in 15 parrocchie nel decanato di Arcisate.

## Territorio
Nella seconda metà del XVIII secolo, il territorio della pieve era così suddiviso:
| Pieve civile                         | Pieve ecclesiastica                                                                         |
| Comune di Arcisate Comune di Brenno  | Parrocchia prepositurale di San Vittore                                                     |
| Comune di Besano                     | Parrocchia di San Martino                                                                   |
| Comune di Bisuschio                  | Parrocchia di San Giorgio martire                                                           |
| Comune di Cazzone con Ligurno        | Parrocchia dei Santi Pietro e Paolo in Cazzone Parrocchia di San Giorgio martire in Ligurno |
| Comune di Clivio                     | Parrocchia dei Santi Pietro e Paolo                                                         |
| Comune di Cuasso al Monte e al Piano | Parrocchia di Sant'Ambrogio al Monte Parrocchia di Sant'Antonio abate al Piano              |
| Comune di Induno con Frascarolo      | Parrocchia di San Giovanni Battista                                                         |
| Comune di Porto                      | Parrocchia di Sant'Ambrogio                                                                 |
| Comune di Saltrio                    | --                                                                                          |
| Comune di Viggiù                     | Parrocchia di Santo Stefano                                                                 |
| Comune di Valganna                   | --                                                                                          |
| --                                   | Parrocchia di Santa Maria Nascente                                                          |